# George Reid
George Houston Reid (25 de febrero de 1845 - 12 de septiembre de 1918) fue el cuarto primer ministro de Australia. Fue el primer líder de la oposición y líder del Partido de Libre Comercio. Se trasladó a Londres después de jubilarse y fue elegido a la Cámara de los Comunes.
Reid fue elegido al Paliamento Australiano en 1901 para la División de East Sydney. Se jubiló en 1910.